# The Last Sitting
The Last Sitting, übersetzt Die letzte Sitzung, ist eine der letzten Fotoserien der Schauspielerin Marilyn Monroe, ausgeführt vom Fotografen Bert Stern. 

## Geschichte
Im Juni 1962 beauftragte die Modezeitschrift Vogue den Fotografen Bert Stern mit einer Fotoserie der Schauspielerin Marilyn Monroe. Diese hatte sich im Laufe des Jahres aufgrund ihrer psychischen Probleme aus den Medien zurückgezogen und war im selben Monat von der Filmproduktion Something’s Got to Give entlassen worden, nachdem sie trotz Krankmeldung bei der Filmproduktion in New York aufgetreten war und Happy Birthday, Mr. President gesungen hatte.  
Stern, der Monroe bereits 1955 begegnet war, nahm die dreitägige Fotosession mit ihr allein im Bungalow 264 des Bel-Air Hotels in Los Angeles, Kalifornien vor. Monroe posierte dafür aus freiem Willen nackt, für einige Fotos verdeckte sie ihren Körper mit leichten Kleidungsstücken. Bilder, die ihr nicht gefielen, zerkratzte oder zensierte sie, indem sie mit Nagellack über die Dias glitt. Auf einigen Bildern ist eine Narbe zu erkennen, herbeigeführt durch Monroes Gallenblasen-Operation. Monroe trank auch Alkohol, woraus Stern zufolge die besten Bilder der Session entstanden. 
Monroe, die sechs Wochen später starb, machte trotz des Titels, der die Fotoserie als ihre letzte bezeichnet, noch weitere. Stern zufolge erschien sie ihm während des Shootings nie selbstmordgefährdet. Die Fotoserie bleibt mit insgesamt 2571 Bildern eine von Monroes umfangreichsten, und erst 1992 wurden alle Aufnahmen mit dem Titel The Complete Last Sitting veröffentlicht. Im selben Jahr produzierte Stern mit Peter Reichelt und Ina Brockmann die Fotoausstellung Marilyn Monroe – The Last Sitting, mit der sie weltweit auf Tour gingen, beginnend 1993 im Museum für Kunst und Gewerbe Hamburg. Stern erlangte mit der Fotoserie Berühmtheit und schoss 2008 Neuauflagen der Vogue-Bilder mit der Schauspielerin Lindsay Lohan. Bis zu seinem Tod äußerte er sich über seine Erfahrung mit Monroe, darunter in den Dokumentarfilmen Bert Stern: Original Madman und Bert Stern: The Man Who Shot Marilyn.